# The Sims 4: Жизненный путь
The Sims 4: Жизненный путь (англ. The Sims 4 Growing Together) – 13-е дополнение к компьютерной игре The Sims 4. Выход которого состоялся 16 марта 2023 года. Дополнение расширяет взаимодействия для разных возрастных категорий симов, вводя механику жизненных этапов и эмпатий/антипатий, улучшенный ИИ вводит дополнительную динамику в отношениях между симами и в частности членами семьи. Дети получают дополнительные жизненные цели. Вместе с дополнением было выпущено обновление, добавляющее жизненный этап младенцев.
Разработка дополнения велась из желания расширить игровой процесс в The Sims 4, связанный с семьёй. Разработчики учитывали недовольства фанатов серии по поводу плохой проработанности новорожденных симов. Команда значительно переработала базовый игровой процесс The Sims 4, проведя его рефакторинг. Раннее к играм серии The Sims выпускались похожие дополнения, например это «Все возрасты» для The Sims 3 или игровой набор «Родители» для The Sims 4.
Игровые критики в целом хвалили дополнение, оценив то, как оно значительно улучшает игровой процесс The Sims 4 и делает его разнообразнее. Они в частности оценили механики семейной динамики, жизненных вех и эмпатий/антипатий. Тем не менее критики ругали представленный городок за недостаток взаимодействий в нём, называя его большой декорацией и ругая за отсутствие оригинальности.

## Игровой процесс
Дополнение «Жизненный путь» расширяет взаимодействия для симов разных возрастных категорий. Оно улучшает ИИ симов, обеспечивая больше социальных взаимодействий между взрослыми и детьми. Сим в течение своей жизни будет проходить разные жизненные этапы, например кризис среднего возраста, они позволяют симам приобретать новые черты характера. 

Дополнение расширяет игровой процесс, связанный с семьёй

Социальная динамика и важные жизненные события играют более важную роль в истории семьи и взаимоотношении родственников, совместимость характеров или их отсутствие сильно влияет на возможность развитие отношений и риск возникновения вражды, в том числе и среди родственников. Дополнение вводит механику социальной динамики между симами вне зависимости от уровня их отношений, игрок может сам задавать её, например это может быть дружеская, шутливая или соперническая динамика, она прямо влияет на то, как симы будут между собой общаться и как часто будут между собой конфликтовать.
Игровой процесс с младенцами расширен, позволяя например пеленать их на специальном столике, носить в слинге или оставлять в игрушечном коврике. Также разным детским категориям добавлены жизненные цели, которые влияют на их личность и стремления. Подросшие дети теряют молочные зубы, могут учится кататься на велосипеде, надевать браслеты дружбы, устраивать розыгрыши и пижамные вечеринки. Для пожилых персонажей также добавлены свои взаимодействия. Например бабушки и дедушки могут посещать дома своих потомков и помогать им в хозяйстве, увлекаться решением головоломок, делиться жизненным опытом с другими симами, угощать детей сладостями, собирать памятные предметы, заниматься совместно с другими стариками спортивной ходьбой. Дополнение также вводит настольные игры, головоломки, возможность строить домик на дереве. Другие предметы с уникальным взаимодействиями — кресло-качалка или пианино.
В «Жизненном пути» появляется город Сан-Секвойя (англ. San Sequoia), напоминающий северный приморский город США, например Балтимор или Сиэтл. Согласно предыстории, это была рыбацкая деревня, которая со временем стала мегаполисом. Город поделён на три района — пристань Энкорпоинт, сад Гилберт и жилой район Хоупвелл Хиллз. Городские пространства обустроены для комфортной жизни детей и семей. В городе можно проводить прогулки, посетить местный кинотеатр, кино и другие вещи.
| Основной список расширений  | Описание |
| --------------------------- | --- |
| Главная тема дополнения     | Семейная динамика, отношения |
| Новый игровой мир           | Сан-Секвойя |
| Стиль нового игрового мира  | Американский пригород |
| Новый тип участка           | Общественный центр |
| Расширение геймплея         | Улучшение ИИ симов — добавление характеров, динамики в семейном отношении, выпадение зубов у детей, жизненные вехи, жизненные цели для детей, медленный бег, семейные события, например, спальная вечеринка или беби-шауер и другие. |
| Новые навыки                | нет |
| Новые интерактивные объекты | домик на дереве, пушка-хлопушка, велосипеды для детей, пазлы, пеленальный столик, детский коврик, фотоколлажи, памятные коробки, брызговики, чемоданы                                                                                |
| Стиль мебели                | афро-стиль, детская комната |
| Предметы коллекционирования | нет |
| Новый вид смерти            | Смерть от выгорания, нападение аллигатора в пруду Сан-Секвойи |
| Фантастические элементы     | нет |

## Разработка
«Жизненный путь» — это очередной этап разработчиков в стремление расширить игровой процесс, связанный с семьёй и поколениями. С этой целью создавалось и предыдущее дополнение — «Старшая школа», расширяющее геймплей подростков. Разработчики хотели сделать поведение симов в семье более реалистичным и разнообразным или как выразился Ведущий дизайнер Скотт Дай — дать возможность игрокам отпраздновать полную жизнь и пережить памятные вехи каждой отдельной семьи. Для этого они решили сосредоточиться на улучшении искусственного интеллекта симов, чтобы придать их поведению и взаимоотношениям дополнительную динамику. Для этого была введена механика симпатий и антипатий симов на основе общих интересов, пристрастий или их отсутствия, а также социальная динамика, устанавливающая характер взаимоотношения симов, например склонны ли они к соперничеству или являются близкими душами. Разработчики также обновили отношения у персонажей из базовой игры и других дополнений, например супружеская пара Боб и Элиза Панкейк имеют динамику несовместимой пары. 

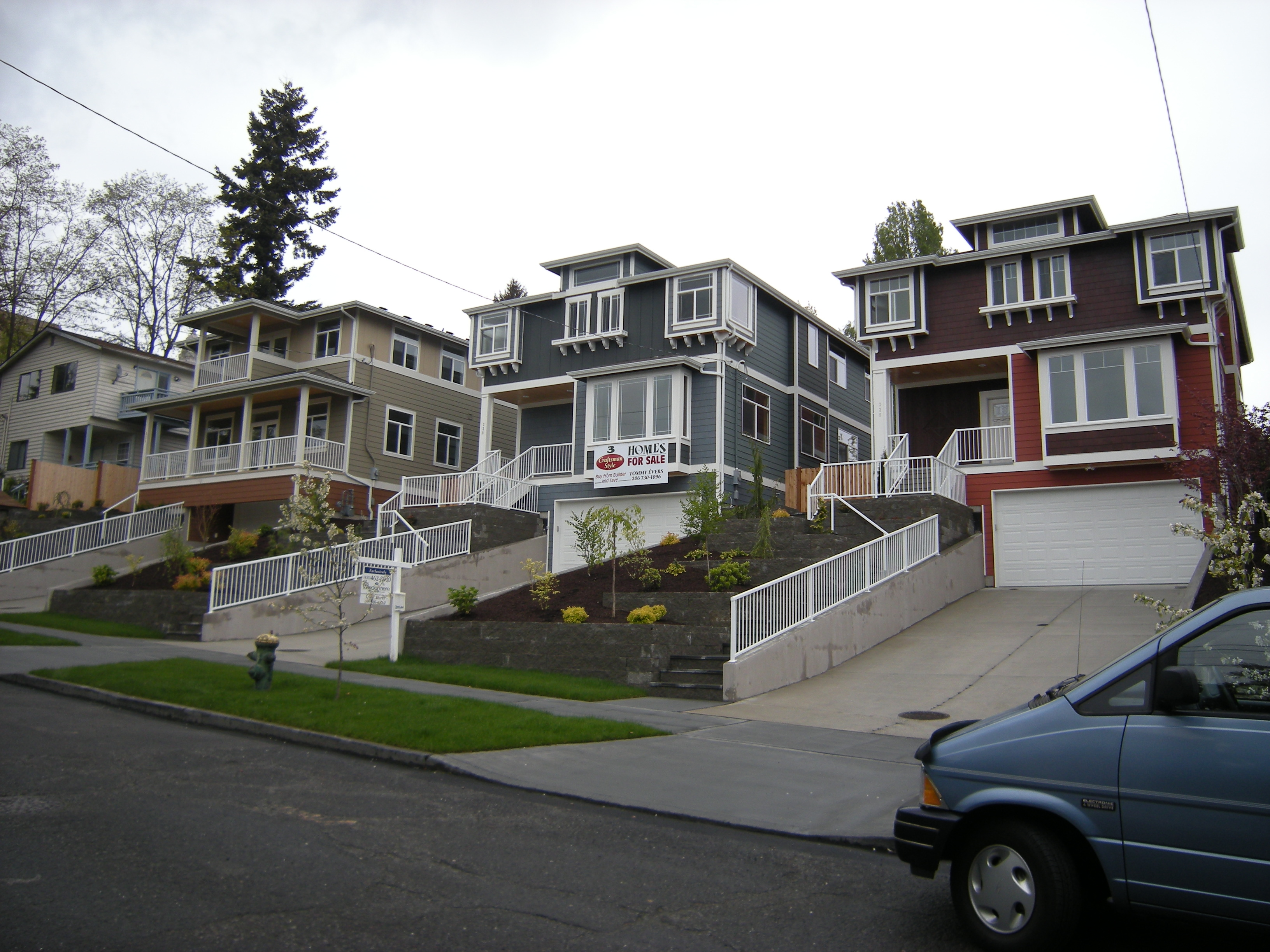
При создании Сан-Секвойи, разработчики вдохновлялись архитектурой

Разработчики заметили, что если как правило дополнения вводят новый игровой материал, то в «Жизненном пути» команда брала за основу уже имеющийся в The Sims 4 игровой процесс, чтобы переработать и улучшить его, добавляя гораздо больше глубины в социальную и семейную динамику. Для этого они провели «рефакторинг» геймплея, связанного с социальными взаимодействиями, разделив его на малые части и затем объединяя в новом порядке. В частности в игру были введены «жизненные этапы», встроенные в пользовательский интерфейс, документирующие важные для сима жизненные события, например женитьбу или увольнение, а также новые для игры события, такие как кризис среднего возраста или новые черты характера. При этом в 2017 году к The Sims 4 был выпущен игровой набор c похожей тематикой — «Родители», также расширявший семейный геймплей и динамику внутри семьи. Разработчики заметили, что несмотря на тематическую схожесть двух этих расширений, «Родители» сосредоточен прежде всего на воспитании детей, а «Жизненный путь» — на семейной динамике в целом, в том числе и взаимодействиям между взрослыми симами. Ведущий дизайнер Скотт Дай работал и над «Родителями» и «Жизненым Путём», называя последнее дополнение эволюцией «Родителей» и выходит за рамки воспитания детей, сосредотачиваясь на взаимодействиях между родителями и младшими симами, расширении игрового процесса всех возрастных этапов, в том числе и пожилых симов и созданий новых драматических ситуация для взрослых. 
Создатели также сконцентрировались на расширении игрового процесса детей и пожилых симов Параллельно с разработкой дополнения, велась работа над «младенцами» — новой для серии жизненной стадией между новорожденными и малышами, которые вышли вместе с бесплатным обновлением перед выпуском самого дополнения. При этом игровой процесс с младенцами заметно отличается в базовой версии и вместе с дополнением. В первом случае игрок получает младенца, чьё развитие соответствует 8-ми месячному ребёнку, в дополнении же, в этой стадии ребёнок начинает везти себя, как двухмесячный младенец и приобретает дополнительные навыки, через жизненные этапы, максимальное развитие которых соответствует ребёнку около 12 месяцев. 
Как и при разработке дополнения «Старшая школа», расширяющей геймплей подростков, создатели сотрудничали с психологами, которые помогали привнести реалистичность в поведение симов. Например по их настоянию была добавлена уникальная для возрастной стадии «детей» механика уверенности. Показатель уверенности зависит от общения с родственниками, друзьями и влияет на дальнейшее формирование личности ребёнка. Игровой мир Сан-Секвойя — это аллюзия на американский мегаполис, где сочетается современная архитектура и стиль «американского ремесленника».

## Анонс и выход
Впервые о выпуске дополнения стало известно в январе 2023 года вместе с выпуском тизера, посвящённого предстоящему выпуску расширений в течение нескольких следующих месяцев. Изображения с зубами и подгузниками намекали на тематику дополнения, связанного с семьёй. Ещё за день до официального релиза, немецкий сайт допустил информационную утечку о дополнении. Дополнение было анонсировано 2 февраля 2023 года, с выпуском официального трейлера. Игроки, заказавшие или купившие дополнение до 27 апреля также получают несколько эксклюзивных внутриигровых предметов. Выход дополнения запланирован на 16 марта 2023 года для платформ Xbox One, PlayStation 4 и ПК. Помимо официальной площадки Origin/EA, дополнение доступно для покупки в Epic Games Store. Релиз состоится за несколько дней до выпуска бесплатного обновления, добавляющего жизненную стадию младенцев. В дополнение было внедрена система эмпатии и антипатии, которая оказывает сильное влияние на развитие отношений между симами в лучшею или худшею сторону. Аналогичная механика присутствовала в The Sims 2.
Реакция на показанный трейлер была позитивной у игровой прессы. Они заметили, что фанаты The Sims 4 долгое время жаловались на необработанность семейного геймплея и возрастных стадий помимо взрослых симов в игре, даже несмотря на ряд очевидных улучшений с момента выхода в 2014 году в виде обновления, добавившего возрастную категорию «малышей» и игрового набора «Родители». Тем не менее некоторые фанаты остались недовольны анонсом дополнения, считая что оно предлагает слишком мало нового контента, ссылаясь на похожее дополнение «Все Возрасты» для The Sims 3, предлагающее очевидно больше игрового материала. По их мнению у разработчиков явно заканчиваются идеи для расширений, учитывая что к The Sims 4 было выпущено больше всего DLC из всех остальных игр серии.

## Музыка

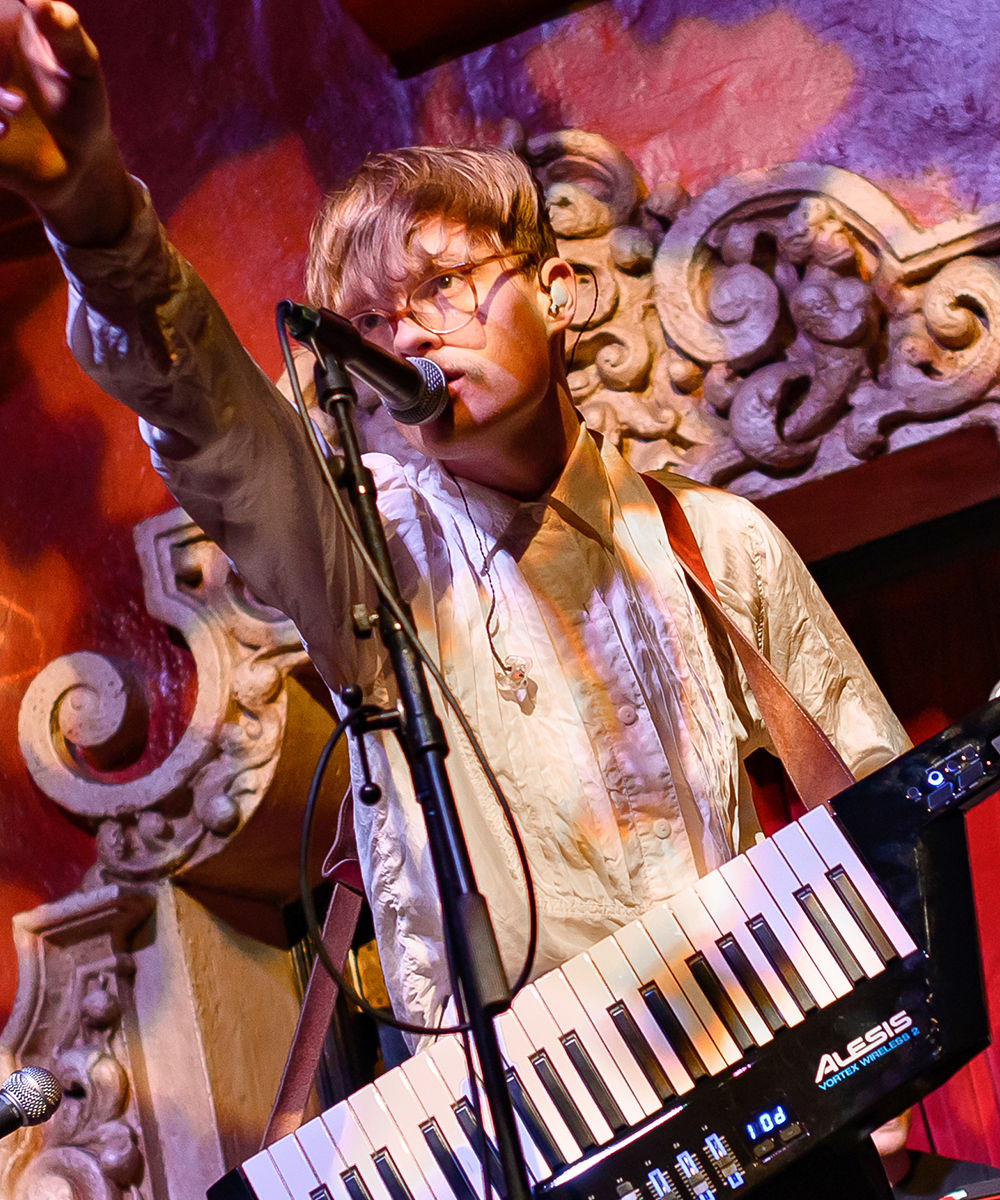
Для дополнения свой сингл на симлише переписал американский поп-музыкант Джек Уэсли Роджерс

Для дополнения свои песни на симлише перезаписали певцы, вместе с дополнением была добавлена радиостанция с музыкой жанра соул. Один из певцов Eli Smart заметил, что игривое настроение в The Sims 4 отлично отражалась в его песне «See Through, добавленной на симлише вместе с дополнением. Певец заметил, что какое то время после перезаписи его преследовали мысли на симлише, называя это сюрреалистическим опытом. 
| №   | Название                  | Автор(ы)                     | жанр/звучит в? | Длительность |
| --- | ------------------------- | ---------------------------- | -------------- | ------------ |
| 1.  | «See Through»             | Eli Smart                    | инди-рок       | 3:46         |
| 2.  | «Hope Tala»               | Party Sickness               | инди-рок       | 4:13         |
| 3.  | «Ooh La La»               | Paul Higginson               | инди-рок       | 3:41         |
| 4.  | «LAZY»                    | Baby Queen                   | инди-рок       | 3:29         |
| 5.  | «Just Before The Morning» | Local Natives                | инди-рок       | 3:39         |
| 6.  | «Hindsight Soul»          | Джейк Уэсли Роджерс          | поп            | 2:26         |
| 7.  | «I Will Survive»          | Florence Freeman             | соул           | 3:18         |
| 8.  | «Lean on Me»              | Juke Johnson                 | соул           | 4:21         |
| 9.  | «Fwoob!»                  | Лорен Эванс                  | соул           | 3:09         |
| 10. | «I'll Be Around»          | Sunday Simmons               | соул           | 3:11         |
| 11. | «Hello Sunshine»          | Terrence Rich and the Royals | соул           | 2:37         |

## Критика
| Сводный рейтинг    | Сводный рейтинг |
| Агрегатор          | Оценка          |
| ------------------ | --------------- |
| Metacritic         | 81/100          |
| OpenCritic         | 71/100          |
| Иноязычные издания |                 |
| Издание            | Оценка          |
| Screen Rant        | [ 34 ]          |
| Dexerto            | [ 35 ]          |
| Digital Spy        | [ 36 ]          |
| Twinfinite         | 4/5             |
| Keen Gamer         | 8/10            |
| GamingTrend        | 65 %            |

The Sims 4: Жизненный путь получила положительные отзывы, согласно агрегатору рецензий Metacritic. Средняя оценка составила 81 балл из 100 возможных.
Некоторые критики заметили, как это дополнение прекрасно углубляет игровой процесс The Sims 4 и добавляет больше глубины в жизни симов. Оно определённо понравится игрокам, любящим играть за семью и создавать в игре истории. Обозревательница Digital Spy заметила, что нововведения чувствуются настолько естественными для The Sims 4, что без них игра больше не чувствуется полноценной. Рецензентка оценила то, как «Жизненный путь» исправил некоторые критические недостатки в The Sims 4, особенно связанные с младенцами, однако выразила недовольство тем, что некоторые слишком базовые функции, связанные с младенцами доступны только с дополнением «Жизненный Путь». Редакция Screenrant отдельно похвалила функцию усыновления ребёнка мачехой или отчимом в новых отношениях, таким образом признавая сводные семья и делая очередной шаг в расширении инклюзивности в игре.
С первого взгляда может показаться, что «Жизненный путь» добавляет мало материала, но это тот тип дополнения, который значительно перерабатывает и расширяет сам базовый игровой процесс The Sims 4, а не добавляет то, что сразу видно на поверхности, как например погодные условия в дополнении «Времена Года». Представительница Digital Spy заметила, что потребуется как минимум несколько часов игры, чтобы понять в общих чертах основные нововведения. Рецензент Screenrant заметил, что DLC может разочаровать фанатов, ждущих более масштабных изменений, хотя дополнению удаётся значительно расширить симулятор жизни обилием  незначительных деталей, что делает «Жизненный путь» одним из лучших дополнений за несколько лет, так как оно кардинально меняет поведение симов и динамику в их отношениях. Представительница Twinfinite призналась, что ей доставляло много удовольствия разными способами воспитывать детей, наблюдая за последствиями и она оценила то, как симы отныне способны на личностный рост.
Критики хвалили введение механики семейной динамики и эмпатий/антипатий, они обеспечивают новую динамику в отношениях и реализм. 
Эмпатии и антипатии присутствовали The Sims 2. Рецензент Dexerto называл её одним из любимых элементов во втором симуляторе, делая игровой процесс более непредсказуемым и реалистичным, критик Screenrant назвал её не такой глубокой, как в The Sims 2. Обозревательница Digital Spy заметила, что эти нововведения чувствуются настолько базовыми, что было бы справедливо включить их в базовую версию The Sims 4. 
Игровой мир получил самые неоднозначные оценки. Критики Dexerto и Keengamer хвалили городок за её эстетику, красивые пейзажи и внимание к деталям, но они заметили, что этот мир чувствуется пустым, словно городок это огромное украшение или огромная съёмочная площадка. Обозреватель Screenrant отметил тревожную тенденцию, что в поздних дополнениях новые городки выступают большими декорациями или кроличьими норами, малопригодными для игры. Обозревательница Digital Spy заметила, что игровой мир лишён индивидуальности и стал очередным «типичным» американским городком.
Критик Dexerto утверждал, что дополнение как и предыдущие расширения всегда впечатляет своей коллекцией мебели ли одежды. Обозревателей Screenrant и Digital Spy не впечатлила коллекция предметов, хотя критик Screenrant оценил коллекцию предметов для детей.